# Songs of a Rag Doll
 (octobre 2023).
Si vous disposez d'ouvrages ou d'articles de référence ou si vous connaissez des sites web de qualité traitant du thème abordé ici, merci de compléter l'article en donnant les références utiles à sa vérifiabilité et en les liant à la section « Notes et références ».
Albums de Miss Li
God Put a Rainbow in the Sky
(2007) Best of 061122-071122
(2007)
Songs of a Rag Doll est le troisième album de la chanteuse suédoise Miss Li. Il est sorti en 2007.

## Liste des titres
1. Why Don't You Love Me (3:28)
2. Gotta Leave My Troubles Behind (2:25)
3. Take a Shower! (3:04)
4. Come Over to My Place (2:44)
5. Tuck You In (2:43)
6. Leave My Man Alone (4:23)
7. Why Should I Conquer the World (3:45)
8. Ba Ba Ba (3:34)
9. Trouble Rumble (0:47)
10. Not That Kind of Girl (3:21)